# 夢に向かって / Hello ! IVY
「夢に向かって / Hello ! IVY」（ゆめにむかって / ハロー!アイビー）は、さくら学院の1stシングル。2010年12月8日にトイズファクトリーから発売された。

## 概要
- 『夢に向かって』着うた（R）をアミュモバ☆DXにて期間限定配信 （2010年8月7日 - 8月15日）
- 『Hello ! IVY』着うた（R）を11月29日から『School days』着うた（R）を11月24日からレコチョクとアミュモバから配信開始。
- 『Hello ! IVY』がモノコムサコラボソングとして採用、11月9日よりMONO、MONO COMME CA、COMME CA STORE、COMME CA STYLEの37店舗で店内のBGMとしてオンエア、今後コムサイズム約300店舗でもオンエア予定。更にMONO COMME CA限定ジャケット仕様、品番：PPTF-8005も発売。
- 11月21日よりニコニコ動画さくら学院公式チャンネルにて『夢に向かって』『Hello ! IVY』のMUSIC VIDEO一部配信開始。

### 特典
- 初回生産分にのみ初回封入特典としてさくら学院生徒カード全11種のうち1種封入。
- TOWER RECORDS ONLINE含むTOWER RECORDS全店、さくら学院・TOWER RECORDSオリジナルグループショット生写真。
- HMV ONLINE含むHMV全店、さくら学院・HMVオリジナルグループショット生写真。
- TSUTAYA ONLINE含むTSUTAYA全店、さくら学院・TSUTAYAオリジナルグループショット生写真。
  - 上記グループショット全3種を集めるとメンバー10名の集合写真となる。
- オンラインショップeWonderGOOむWonderGOO全店、さくら学院・HMVオリジナル生写真。（茨城県、福島県出身のメンバーによるグループショット）
- イベント会場に設置してあるスタンプを集め応募すると抽選でメンバー直筆年賀状が当たる。

### 応募抽選特典
- TSUTAYA ONLINE含むTSUTAYA全店、さくら学院・サイン入りTSUTAYAオリジナル生写真。
- Shinseido Shopping Site含む新星堂全店、さくら学院・サイン入りB2ポスター。
- Yamano Music Online含む山野楽器全店、さくら学院・サイン入りクリアファイル。

## 収録内容
1. 夢に向かって
作詞：森由里子、作曲・編曲：Ryo
2. Hello ! IVY
作詞：としおちゃん、作曲・編曲：坂部剛
3. School days
作詞：森由里子、作曲・編曲：坂部剛
4. 夢に向かって（Instrumental）
5. Hello ! IVY（Instrumental）
6. School days（Instrumental）

## 「夢に向かって / Hello! IVY」発売記念インストアライブ・イベント
- 2010年12月11日12:30〜 14:30〜、ishimaru soft本店 7Fホール（入場者全員にオリジナル生写真配布）
- 2010年12月12日14:00〜 17:00〜、MONO渋谷店 2F
  - モノコムサとのコラボレーション雑貨、グッズの先行販売ほか、5万円の限定プレミアBOX（メンバーのオリジナル制服や認定書、直筆サイン、各個人写真）の販売抽選会実施。
- 2010年12月14日19:00〜、タワーレコード渋谷店 B1 STAGE ONE （入場者全員にオリジナルクリアファイル配布）

上記各会場にスタンプを設置、スタンプラリーを行う。